# Многоярусный мир
Многоярусный мир (англ. The World of Tiers) — серия научно-фантастических романов писателя Филипа Хосе Фармера.
Название серии восходит к наименованию основной «карманной вселенной», в которой происходит действие некоторых романов. Кроме неё присутствует множество параллельных миров, в которые играют их неведомые создатели, чья невообразимая по земным меркам технология представляется «божественной».

В именах собственных в цикле романов явно прослеживается влияние творчества английского поэта-мистика Уильяма Блейка, именами героев которого Фармер наделил главных персонажей «Многоярусного мира»:
Уризен, Вала, Лувах, Анана, Теотормон, Паламброн, Энион, Аристон, Тармас, Ринтрах — именно под этими именами упоминал Уильям Блейк в своих символических и дидактических произведениях Властелинов и таинственных космогонов. Это не могло быть простым совпадением, Вольф был убежден в этом. Но как прознал про них английский поэт-мистик?

(«Врата мироздания»)

## Книги серии
- «Создатель вселенных» (также в некоторых переводах «Создатели Вселенной», «Создатель Вселенной») (The Maker of Universes, 1965)
- «Врата мироздания» (или так же «Врата творения») (The Gate of Creation, 1966)
- «Личный космос» (Private Cosmos, 1968)
- «За стенами Терры» (альтернативный перевод «За стенами Земли») (Behind the wall of Terra, 1970)
- «Лавалитовый мир» (The Lavalite World, 1977)
- «Гнев Рыжего Орка» (или «Ярость Рыжего Орка») (Red Orс`s Rage, 1991)[1]
- «Больше, чем огонь» (More Than Fire, 1993)